# Shirokuma Cafe
Shirokuma Cafe (Japonês: しろくまカフェHepburn: Shirokuma Kafe, literalmente Café do Urso Polar) é uma série de mangá japonesa criada por Aloha Higa (ヒガ アロハ Higa Aroha). A série gira em torno do dia-a-dia de um grupo de animais que se juntam em um café administrado por um urso-polar. O mangá recebeu uma adaptação para a televisão feita pelo Studio Pierrot, que foi exibida no Japão entre abril de 2012 e Março de 2013. A série não foi dublada em outras línguas, isso se deve aos trocadilhos utilizados pelo urso-polar não serem de fácil tradução do japonês, porém, o Crunchyroll tem disponível em seu site todos os 50 episódios com legendas em português brasileiro, recebendo o nome de "Café Polar".
Desde 2014 está sendo lançado outros volumes do mangá, porém, agora sendo publicado com o nome "Shirokuma Cafe Today's Special" (em tradução livre: Especial do Dia do Café do Urso Polar) por outra revista chamada Cocohana.

## Personagens

### Personagens principais
Urso Polar (シロクマ Shirokuma): Nascido na Baía de Hudson no Canadá, ele é um Urso-polar que gerencia o famigerado Café do Urso Polar, no qual serve comida orgânica. Ele tem o habito de fazer trocadilhos ruins para seus clientes e amigos.
Panda ( パ ン ダ Panda ): Ele é um Panda-gigante preguiçoso que gosta muito de comer Bambu, trabalha dois dias na semana em meio-período no zoológico da cidade. Ele é obcecado com produtos de panda.
Pinguim ( ペ ン ギ ン Pengin ): O Pinguim é um Pinguim-imperador que é um cliente frequente do Café do Urso Polar, ele é um amigo próximo do Urso Polar e do Panda, geralmente pede café moca. O Pinguim tem uma queda por uma pinguim chamada Penko, mas ele sempre tem problemas para falar do seu amor para a sua amada.
Sasako ( 笹 子 Sasago): Uma garota humana que trabalha como garçom no Café do Urso Polar, ela gosta fazer passeios de bicicleta e sempre é alvo de perguntas dos outros personagens.